# Koen Casteels
Koen Casteels (ur. 25 czerwca 1992 w Bonheiden) – belgijski piłkarz, występujący na pozycji bramkarza w saudyjskim klubie Al-Qadsiah oraz w reprezentacji Belgii. Uczestnik Mistrzostw Europy 2024.

## Kariera klubowa
W latach 2009–2011 był zawodnikiem pierwszego zespołu KRC Genk. W 2011 roku został piłkarzem TSG 1899 Hoffenheim. W rozgrywkach Bundesligi zadebiutował 23 września 2012 w wygranym 3:1 meczu przeciwko Hannover 96. 

## Kariera reprezentacyjna
Został powołany na Mistrzostwa Świata 2018 i 2022, jednak nie wystąpił w żadnym spotkaniu.